# Institut indien d'informatique
Un Institut indien d'informatique (IIITs) est un institut d'études supérieures en Inde, spécialisé en informatique. 
Ils sont institués et fondés par le gouvernement de l'Inde et géré par le  Ministère du développement des ressources humaines,

## Liste des IIIT
| Nom                                                                             | Photo | sigle                | fondation | Ville     | État           | Références |
| ------------------------------------------------------------------------------- | ----- | -------------------- | --------- | --------- | -------------- | ---------- |
| Institut indien d'informatique d'Allahabad                                      |       | IIIT-Allahabad       | 1999      | Allahabad | Uttar Pradesh  | [ 3 ]      |
| Institut indien d'informatique et de management de Gwalior (en)                 |       | IIITM Gwalior        | 1997      | Gwalior   | Madhya Pradesh | [ 4 ]      |
| Institut indien d'informatique, de design et de technologie de Jabalpur (en)    |       | IIITD&M Jabalpur     | 2005      | Jabalpur  | Madhya Pradesh | [ 5 ]      |
| Institut indien d'informatique de design et de productique de Kancheepuram (en) |       | IIITD&M Kancheepuram | 2007      | Chennai   | Tamil Nadu     | [ 6 ]      |

|-